# Nkosi Johnson
Nkosi Johnson (4 februari 1989 - 1 juni 2001) was een Zuid-Afrikaanse jongen die een symbool is geworden van de ravage die hiv/aids aanricht. 

## Levensloop
Johnson werd hiv-positief geboren. Tijdens zijn leven vocht hij voor de rechten van kinderen met hiv/aids; zo spoorde hij onder meer de Zuid-Afrikaanse regering aan zwangere vrouwen anti-hivmedicijnen te geven om de levens van duizenden Zuid-Afrikaanse kinderen te redden. Samen met zijn pleegmoeder opende hij een opvanghuis voor moeders en kinderen met aids. Johnson zette zich vooral in om te zorgen dat kinderen met hiv/aids dezelfde kansen zouden krijgen als niet-zieke kinderen, zoals het recht naar school te gaan. In zijn speech zei hij: 
‘Care for us and accept us - we are all human beings. We are normal. We have hands. 
We have feet. We can walk, we can talk, we have needs just like everyone else. Don’t be afraid of us - we are all the same.’
Johnson gaf in juli 2000 een zelfgeschreven toespraak tijdens de 13e Internationale Aidsconferentie in Durban (Zuid-Afrika). 
Voor zijn inzet werd Johnson postuum de Internationale Kindervredesprijs toegekend. De prijs werd in ontvangst genomen door zijn pleegmoeder, Gail Johnson; zij ontving 100.000 dollar voor het door Johnson zelf opgezette project Nkosi’s Haven. Het bij de Kindervredesprijs behorende beeldje, dat elk jaar aan de nieuwe winnaar wordt overgedragen, kreeg de naam Nkosi.